# Sbrufignòn
Lo Sbrufignòn è un dolce tradizionale della pasticceria casalinga veneziana, diffuso soprattutto nei sestieri meno turistici della città lagunare, come Cannaregio, Castello e Giudecca. Considerato un prodotto “di nicchia”, è poco conosciuto al di fuori di Venezia e raramente reperibile nelle pasticcerie del centro storico frequentate dai visitatori. La sua popolarità è rimasta confinata a famiglie storiche e a circoli culturali che ne preservano la ricetta originale.

## Etimologia
Il termine Sbrufignòn deriverebbe dal verbo veneziano sbrufignar, che significa “spalmare in modo grossolano” o “pasticciare con le mani”. Il nome farebbe riferimento sia alla sua forma irregolare, sia al gesto tradizionale di aprirlo e spalmarlo di marmellata prima di mangiarlo. Alcuni anziani del sestiere di Cannaregio sostengono che il termine fosse anche usato in origine per indicare piccoli pasticci dolci fatti dai bambini con gli avanzi di pasta e frutta secca.

## Storia
Secondo la tradizione orale, lo Sbrufignòn sarebbe nato tra la fine dell’Ottocento e l’inizio del Novecento, preparato dalle famiglie di pescatori per le colazioni invernali. La ricetta, semplice e a basso costo, prevedeva l’utilizzo di pasta lievitata dolce arricchita con uvetta ammorbidita nella grappa e scorze d’arancia candite, schiacciata a mano e cotta su piastre unte di burro.
Negli anni ’50, con l’espansione delle pasticcerie industriali, lo Sbrufignòn iniziò a scomparire dalle produzioni commerciali, rimanendo perlopiù una specialità casalinga. Le famiglie custodivano gelosamente le ricette, tramandandole oralmente e modificandole secondo le stagioni e le disponibilità di frutta.
Recentemente, alcuni festival locali e associazioni culturali veneziane hanno promosso laboratori di riscoperta del dolce, contribuendo a farlo apparire in versioni rivisitate nei menu di ristoranti e caffè tipici, talvolta abbinato a vini dolci locali o infusi di erbe aromatiche.

## Preparazione
Secondo la tradizione orale, lo Sbrufignòn sarebbe nato tra la fine dell’Ottocento e l’inizio del Novecento, preparato dalle famiglie di pescatori per le colazioni invernali. La ricetta, semplice e a basso costo, prevedeva l’utilizzo di pasta lievitata dolce arricchita con uvetta ammorbidita nella grappa e scorze d’arancia candite, schiacciata a mano e cotta su piastre unte di burro.
Negli anni ’50, con l’espansione delle pasticcerie industriali, lo Sbrufignòn iniziò a scomparire dalle produzioni commerciali, rimanendo perlopiù una specialità casalinga. Le famiglie custodivano gelosamente le ricette, tramandandole oralmente e modificandole secondo le stagioni e le disponibilità di frutta.
Recentemente, alcuni festival locali e associazioni culturali veneziane hanno promosso laboratori di riscoperta del dolce, contribuendo a farlo apparire in versioni rivisitate nei menu di ristoranti e caffè tipici, talvolta abbinato a vini dolci locali o infusi di erbe aromatiche.

## Diffusione e Cultura
Lo Sbrufignòn è considerato un dolce “identitario” da una parte della popolazione veneziana, specialmente tra gli anziani, ed è oggetto di un piccolo ma attivo recupero gastronomico da parte di associazioni locali. 
In alcuni ristoranti tipici viene servito come dessert in versione gourmet, con creme aromatizzate, gelato artigianale o una spolverata di cacao veneziano. La ricetta è stata anche menzionata in pubblicazioni enogastronomiche locali come esempio di “dolce di quartiere”, unico per la sua capacità di trasmettere un senso di comunità e memoria storica.

## Varianti locali
- Sbrufignòn al Torcello: arricchito con semi di anice e miele, tipico del sestiere nord-est.
- Sbrufignòn alla Giudecca: aggiunta di pinoli e scorza d’arancia candita più fine, più dolce e compatto.
- Sbrufignòn di Carnevale: versione stagionale farcita con crema al cioccolato e glassa leggera, diffusa tra le famiglie che celebrano la festa in casa.